# Cime Il Bastione
La cime Il Bastione est un sommet italien situé dans la haute vallée du Gesso.

## Géographie
Le sommet d'Il Bastione se situe sur la ligne de crête d'orientation nord-sud qui relie la cime de l'Argentera en Italie, à la cime Guilié, sur la frontière avec la France. Cette ligne de crête sépare les communes italiennes de Valdieri à l'ouest, et d'Entracque, à l'est. D'un point de vue géologique, la cime Paganini est principalement constituée de gneiss.

## Histoire
La première ascension a été effectuée par Ludwig Purtscheller, W. Bodenmann et B. Franco, le 23 juin 1890, par la difficile arête nord-est. La voie normale est parcourue pour la première fois, sur un itinéraire de descente, par L. Maubert, le 22 juin 1897. La première ascension hivernale est effectuée le 21 janvier 1902, par Victor de Cessole et ses guides.

## Accès
Il s'agit de l'un des « 3 000 » les plus complexes de la dorsale de l'Argentera, avec une voie normale cotée PD, en cotation alpinisme.
L'itinéraire de la voie normale emprunte l'arête sud. Il démarre du refuge Remondino, en Italie. Il rejoint ensuite le col du Brocan, ou un petit ressaut permet de suivre le versant ouest de l'arête. Une brèche doit être franchie à mi-chemin, puis un dernier court ressaut permet d'accéder au sommet.

### Cartographie
- Carte no 112 au 1/25 000 de l'Istituto Geografico Centrale : « Valle Stura, Vinadio, Argentera »